# Sandra Lendenmann Winterberg
Sandra Lendenmann Winterberg ist eine Schweizer Diplomatin und Botschafterin. Sie ist seit dem Jahr 2023 Vizedirektorin und Chefin der Abteilung I (Menschenrechte, humanitäres Völkerrecht, diplomatisches und konsularisches Recht) in der Direktion für Völkerrecht des Eidgenössischen Departements für auswärtige Angelegenheiten (EDA) in Bern.

## Werdegang
Sandra Lendenmann Winterberg war Chefin Sektorielle Angelegenheiten in der Abteilung Europa im Staatssekretariat EDA in Bern, als sie im September 2022 vom Schweizer Bundesrat zur Vizedirektorin und Chefin der Abteilung I (Menschenrechte, humanitäres Völkerrecht, diplomatisches und konsularisches Recht) in der Direktion für Völkerrecht des EDA in Bern ernannt wurde. Für die Ausübung dieser Funktion hat ihr der Bundesrat den Botschaftertitel verliehen.
Davor war Lendenmann Winterberg als Rechtsberaterin bei der Mission der Schweiz bei der Europäischen Union in Brüssel tätig. Von 2010 bis 2012 befasste sie sich in der Direktion für Völkerrecht des EDA mit Fragen des humanitären Völkerrechts und der Menschenrechte. Insbesondere war sie Mitglied der Schweizer Delegation, die für die Umsetzung des Übereinkommens über Streumunition zuständig war, und vertrat die Schweiz bei den Verhandlungen über einen Vertrag über den Waffenhandel im Rahmen der UNO.
Lendenmann Winterberg begann ihre Karriere im EDA als Mitarbeiterin des Staatssekretärs. Bevor sie in den diplomatischen Dienst der Schweiz eintrat, arbeitete sie als Rechtsanwältin in einer der führenden Wirtschaftskanzleien der Schweiz, wo sie sich insbesondere auf die Beilegung von Streitigkeiten in internationalen Handelsangelegenheiten konzentrierte.
Lendenmann Winterberg hält seit 2001 einen Master-Abschluss in Rechtswissenschaften der Universität Zürich und seit 1998 ein Certificate of Advanced Studies CAS in Urheberrechts- und Handelsstreitigkeiten der Universität Kopenhagen.